# Insurrecció federalista de 1869
La insurrecció federalista de 1869 fa referència als aixecaments provocats pels federalistes intransigents durant els mesos de setembre i octubre de 1869 arreu de l'estat espanyol, però amb fort ressò a Catalunya, País Valencià, Aragó, Andalusia i Madrid.

## Antecedents
Les causes de l'aixecament es troben en el malestar dels republicans federals amb el govern provisional, que volia restaurar la monarquia, i que foren esperonades pel desarmament dels Voluntaris de la Llibertat la tardor de 1869. Val a dir que a les eleccions generals espanyoles de 1869 els federals havien obtingut a Catalunya 28 escons dels 37 en joc (13 de 16 a la província de Barcelona, 5 dels 7 de Girona, els 7 de Lleida, i 3 dels 7 de Tarragona), mentre a la resta d'Espanya n'aconseguien només 57 dels 304 possibles.
Els principals aixecaments es produïren entre setembre i octubre de 1869 a Barcelona, Vilanova i la Geltrú, Igualada i l'Empordà, i s'expandiren a Saragossa i València. El desarmament dels Voluntaris de la Llibertat, però, evità la seva extensió a Málaga i Cadis, on Fermín Salvochea Álvarez era en revolta a la Serralada des de desembre de 1868. A Madrid es formà una Junta encapçalada per Francisco Córdoba López, membre des de febrer de 1869 de l'Aliança Internacional de la Democràcia Socialista.
El 19 de setembre de 1869 es va dur a terme un gran míting republicà a la plaça del Rastre de Tortosa, on hi participaren el general Blas Pierrad Alcedar, Josep Cristòfol Sorní i Grau i l'alcalde Manuel Bes i Hediger. El governador civil de Tarragona va respondre el 22 de setembre amb l'empresonament del general Pierrad al castell de la Suda. Això provocà l'inici d'una revolta, a la que el governador civil contestà amb la destitució de l'ajuntament de Tortosa i el desarmament dels milicians. Però el dia 25 els aldarulls s'havien estès a Barcelona, el 27 a les comarques centrals catalanes i l'1 d'octubre a Reus, Valls, Montblanc, Lleida i Tortosa.

## L'aixecament a Barcelona
A Barcelona, el Club dels Federalistes i el seu periòdic El Estado Catalán havia protestat pel decret de la Junta Revolucionaria de Madrid que dissolia les juntes revolucionàries locals i demana a la de Barcelona que no acceptés el decret els federals. El març de 1869 Baldomer Lostau i Prats i Josep Tomàs i Salvany presentaren una proposta a la Diputació de Barcelona demanant l'elevació d'un escrit a les Corts exigint la supressió de les quintes. El maig de 1869 havien patrocinat el Pacte de Tortosa amb altres dirigents republicans d'Aragó, País Valencià i les Illes Balears.
El 25 de setembre s'iniciaren els aldarulls com a continuació dels iniciats a Tortosa. El Club dels Federalistes li va donar suport i es formà una Junta Superior Revolucionària de la que en formaren part Pau Alsina i Rius, Baldomer Lostau i Prats, Josep Anselm Clavé i Josep Rubau Donadeu i Corcellés. Simultàniament, s'aixeca una partida armada a Martorell dirigida per Joan Martí i Torres el xic de les Barraquetes, al crit de fora les quintes! i proclamant la República Federal. Les autoritats van respondre dissolent l'ajuntament, tancant els principals periòdics i suspenent garanties constitucionals. Els dirigents republicans hagueren d'exiliar-se a França, però encara tornarien poc més tard per a instigar la revolta de les Quintes (març de 1870), que també va fracassar.

## Aixecament a l'Empordà
Malgrat el fracàs dels aixecaments de setembre de 1869, a primers d'octubre un grup de 8-10.000 homes s'alçaren en armes a l'Empordà. L'instigador principal fou Francesc Sunyer i Capdevila, qui va fer una proclama cridant a la revolta republicana el 3 d'octubre a Figueres. Després d'aplegar un bon nombre de seguidors, el 4 d'octubre els concentrà a Garriguella i va fer tocar a sometent els pobles locals, malgrat les amenaces provinents del castell de Figueres. Però, inesperadament i sense informar als altres correligionaris també alçats, Sunyer llicencià la seva partida a La Jonquera i travessa la frontera cap a l'exili.
Tanmateix, la revolta fou continuada per Pere Caimó i Bascós i Josep Toribi d'Ametller i Isern, que van organitzar una Junta Revolucionària a Besalú i disposà de 700 homes que controlaren el territori entre Salt i Olot. Nogensmenys, el dia 11 d'octubre, mentre intentaven ocupar Olot van rebre notícies desencoratjadores sobre l'estat de la revolta; Girona es mantingué fidel a les autoritats i el dia 6 d'octubre La Bisbal d'Empordà havia caigut en mans de les tropes governamentals i el diputat Pere Caimó havia estat fet presoner després del Foc de la Bisbal. Ametller decidí aleshores pactar una capitulació que assegurés l'indult als participants de la revolta.

## Conseqüències
El fracàs de l'alçament de 1869, provocat en bona part per l'ambigüitat del Partit Republicà Democràtic Federal en les qüestions socials i la seva divisió entre intransigents i possibilistes, desenganyà la major part dels republicans intransigents sobre les possibilitats d'èxit de la via insurreccional, concretades després del fracàs definitiu de la insurrecció cantonalista. Això facilitarà la imposició a la direcció del partit dels partidaris de la via electoral.
La revolta va esperonar un nou aixecament el març de 1870 contra les quintes enviades a lluitar contra la insurrecció cubana de 1868-1878, i que acaba amb el bombardeig de Gràcia.